# Jerbogaczon
Jerbogaczon (ros. Ербогачён) – wieś we wschodniej Rosji, w obwodzie irkuckim, położona nad Dolną Tunguzką. W 2010 roku wieś liczyła 1983 mieszkańców.